# Metropolia saratowska
Metropolia saratowska – jedna z metropolii Rosyjskiego Kościoła Prawosławnego. W jej skład wchodzą cztery eparchie: eparchia saratowska, eparchia pokrowska, eparchia bałaszowska oraz eparchia bałakowska.
Erygowana przez Święty Synod Rosyjskiego Kościoła Prawosławnego w październiku 2011.

## Metropolici
- Longin (Korczagin), 2011–2020
- Ignacy (Dieputatow), od 2020